# Plan-relief de Grenoble
Le Plan-relief de Grenoble est une maquette achevée en 1848, à l'échelle 1/600e, de la ville de Grenoble. Il fait partie des 150 plans-reliefs construits à des fins stratégiques entre 1668 et 1870, représentant avec une grande précision des sites fortifiés en France.
À l'époque où le mot maquette n'existe encore pas, il s’agit d’aider les décideurs, le roi, le ministre et les généraux, à se rendre compte de la situation réelle des places fortes aux frontières ainsi que de leur environnement, afin de les aider à préparer les campagnes militaires en cas d'attaque. Ces plans-reliefs, souvent présentés à des ambassadeurs étrangers, revêtent également une fonction dissuasive.
L'apparition de l'artillerie rayée en 1858, la construction de nouvelles forteresses au système Séré de Rivières après la guerre franco-allemande de 1870 et l'utilisation de la photographie associée aux ballons captifs va mettre un terme à la construction et à l'utilisation des plans-reliefs.

## Préparation et réalisation

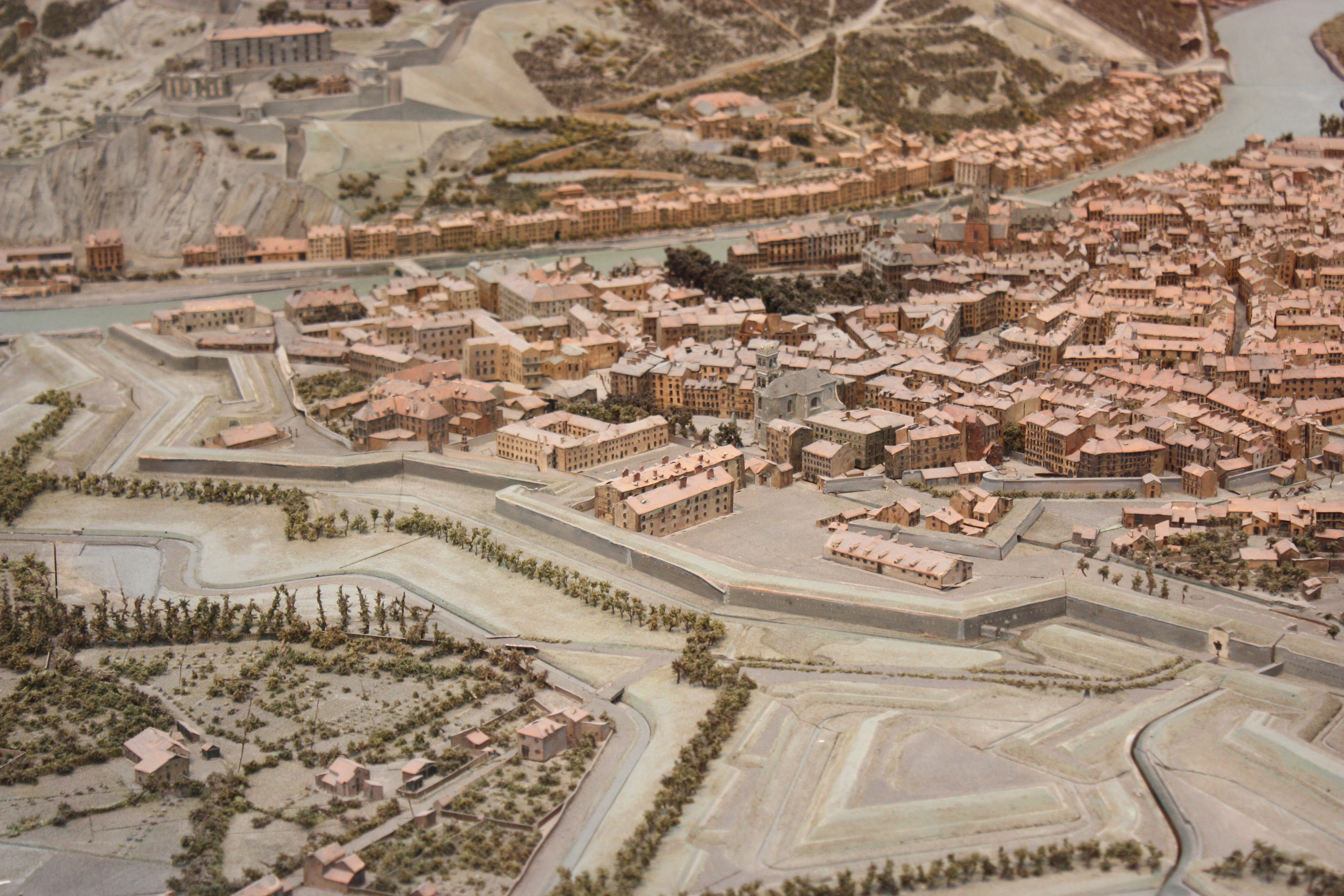
Détail côté Porte de France.

À la suite des guerres napoléoniennes, Grenoble est occupée en avril et mai 1814 par l'armée autrichienne, puis l'année suivante par des troupes austro-sardes. Le général Haxo est alors chargé de renforcer et d'agrandir les remparts datant de la fin du XVIe siècle construits par le duc de Lesdiguières et servant depuis lors à protéger les Grenoblois des attaques venant du duché de Savoie puis du royaume de Sardaigne. La préparation du plan-relief de Grenoble va ainsi coïncider avec la construction des nouveaux remparts de la colline de la Bastille mais aussi presque avec ceux de la ville décidés quelques années plus tard sous la pression des municipalités de Jean-François Pina et de Félix Penet.
Une première campagne de relevés topographiques se déroule de 1816 à 1820, puis une seconde à partir de 1840 à la suite du démarrage en 1823 des travaux de fortification de la colline de la Bastille par Haxo, ainsi que de la construction de la nouvelle enceinte urbaine réalisée entre 1832 et 1836. Le terrain est divisé en 25 bandes rectangulaires et de grandes feuilles en rassemblent les données en plan, complétées par treize « cahiers des développements ». Dans le cas de Grenoble, ces travaux préparatoires ont été conservés contrairement à beaucoup d'autres villes. Certaines planches sont encrées et d'autres sont restées au crayon.

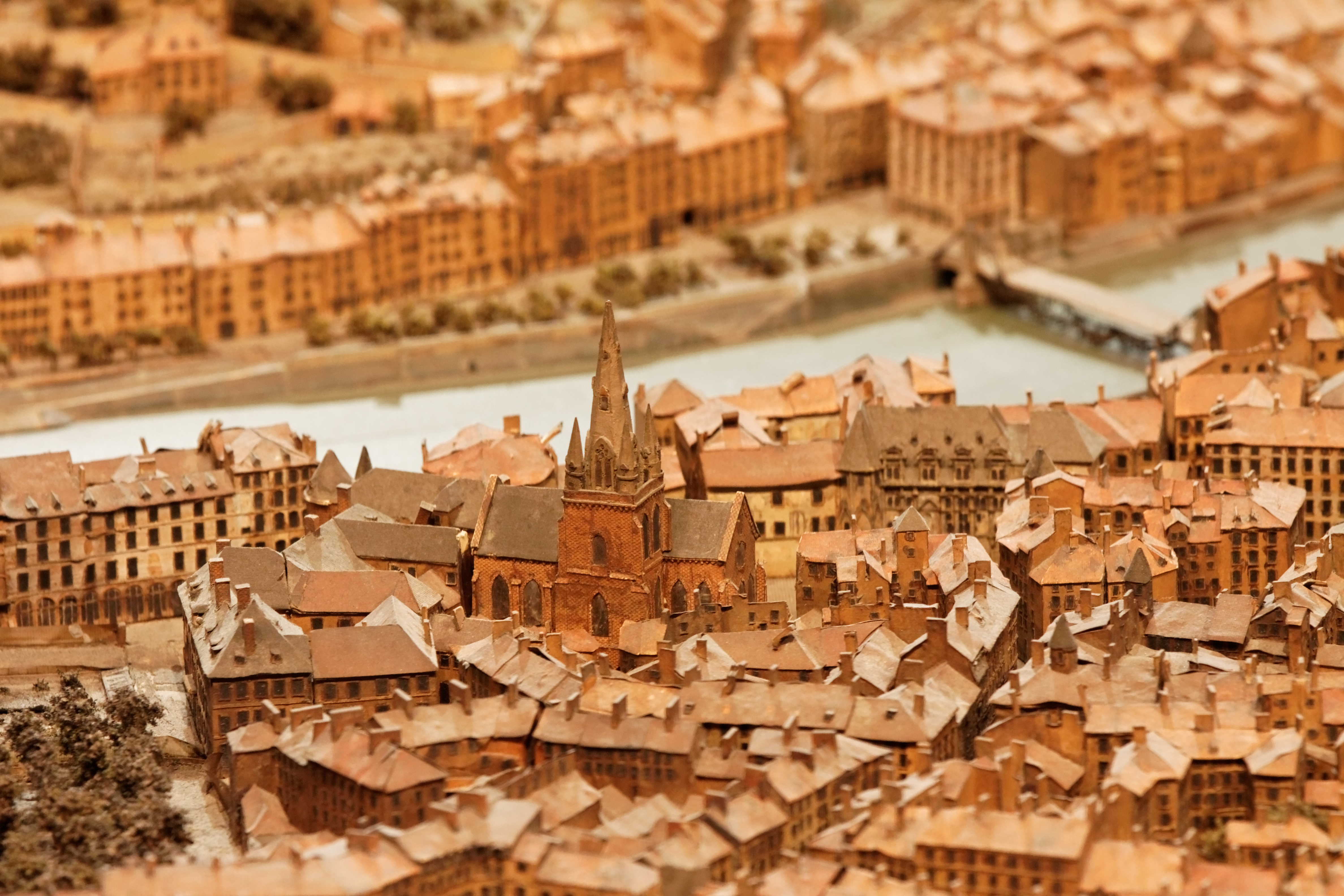
Détail de la collégiale Saint-André.

Six artisans sont nécessaires pour les travaux de confection se déroulant dans la galerie royale des Plans-reliefs de l'Hôtel des Invalides à Paris. À Grenoble, les relevés topographiques sont effectués par des ingénieurs topographes utilisant la méthode par courbe de niveau. Les décors comme les tables nécessaires à la présentation de l'ensemble ainsi que les nombreuses maisons sont réalisés par des ébénistes en bois de tilleul. La végétation (arbres, vignes) en soie naturelle ainsi que le papier gravé et peint pour les façades sont posés par des décorateurs. La finition de la surface des sols est obtenue par pulvérisation de sable fin et de soies teintées finement hachées sur un lit de colle, représentant routes et campagnes. Les champs sont présentés en période printanière et pour la végétation, 126 513 arbres sont représentés ainsi que 372 272 pieds de vigne. Des fils de fer sont utilisés pour les arbres ainsi que sept kilos de soie hachée.

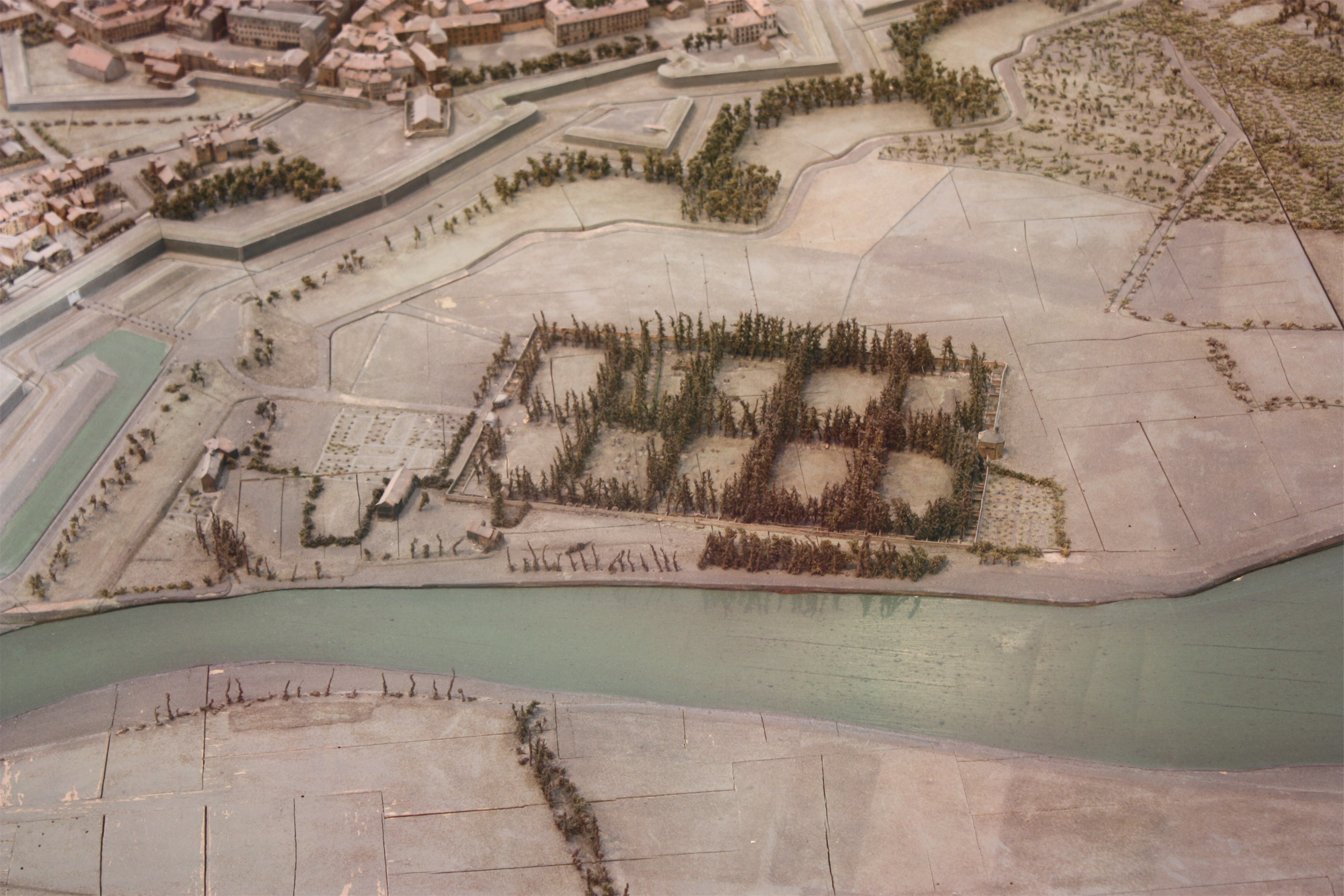
Détail du cimetière Saint-Roch.

Le plan-relief de Grenoble se compose de 28 tables pour une longueur de 8,20 mètres sur 7,25 mètres de large, mais ne couvre qu'une superficie d'environ 54 m2 car c'est un polygone convexe. L'échelle étant de 1/600e, chaque centimètre du plan représentant six mètres dans la réalité, le plan-relief représente donc environ 19 km2 de la région grenobloise.
Le plan-relief de Grenoble commencé en 1839 ne sera achevé qu'au moment de l'abdication de  Louis-Philippe Ier et de la naissance de la deuxième République en 1848. Son achèvement intervient un an après celui des travaux de fortification de la Bastille, douze ans après celui des remparts Haxo de la ville et douze ans avant l'Annexion de la Savoie à la France.
La coexistence des deux générations de remparts (Lesdiguières et Haxo) renseigne parfaitement sur l'évolution urbanistique de la ville qui a doublé sa superficie fortifiée dans les années 1830, mais aussi sur l'évolution de l'architecture militaire par comparaison des différents bastions observables.
En l'absence de précision quant au mois d'achèvement du plan-relief de Grenoble en 1848, il est difficile de déterminer qui était maire de Grenoble à l'époque car l'année est marquée par la révolution française de 1848, période insurrectionnelle où quatre maires se succèdent à Grenoble. Frédéric Taulier le reste jusqu'au 28 février, Frédéric Farconnet lui succède jusqu'au 5 mai, suivi de Ferdinand Reymond qui lui succède jusqu'au 25 août, et d'Adolphe Anthoard qui termine l'année.

## Les limites du plan-relief
Les limites géographiques du plan-relief vers le sud correspondent approximativement au site actuel des grands boulevards. À l'ouest, le plan-relief représente une courte distance sur les communes de Seyssinet-Pariset et de Fontaine et ne montre pas l'extrémité de la presqu'île grenobloise car étant axé sur le Drac. À l'est, il représente la boucle des Sablons à La Tronche jusqu'au niveau de l'actuel pont enjambant la route départementale 1090 et utilisé par la ligne B du tramway. Au nord, le plan représente le mont Rachais culminant à 1 046 mètres avec, compte tenu de l'échelle, un dénivelé d'environ 1,38 mètre sur le plan-relief entre le sommet et une plaine de Grenoble singulièrement plate (c'est un fond de vallée glaciaire en U).

## Changements notoires de la ville depuis 1848

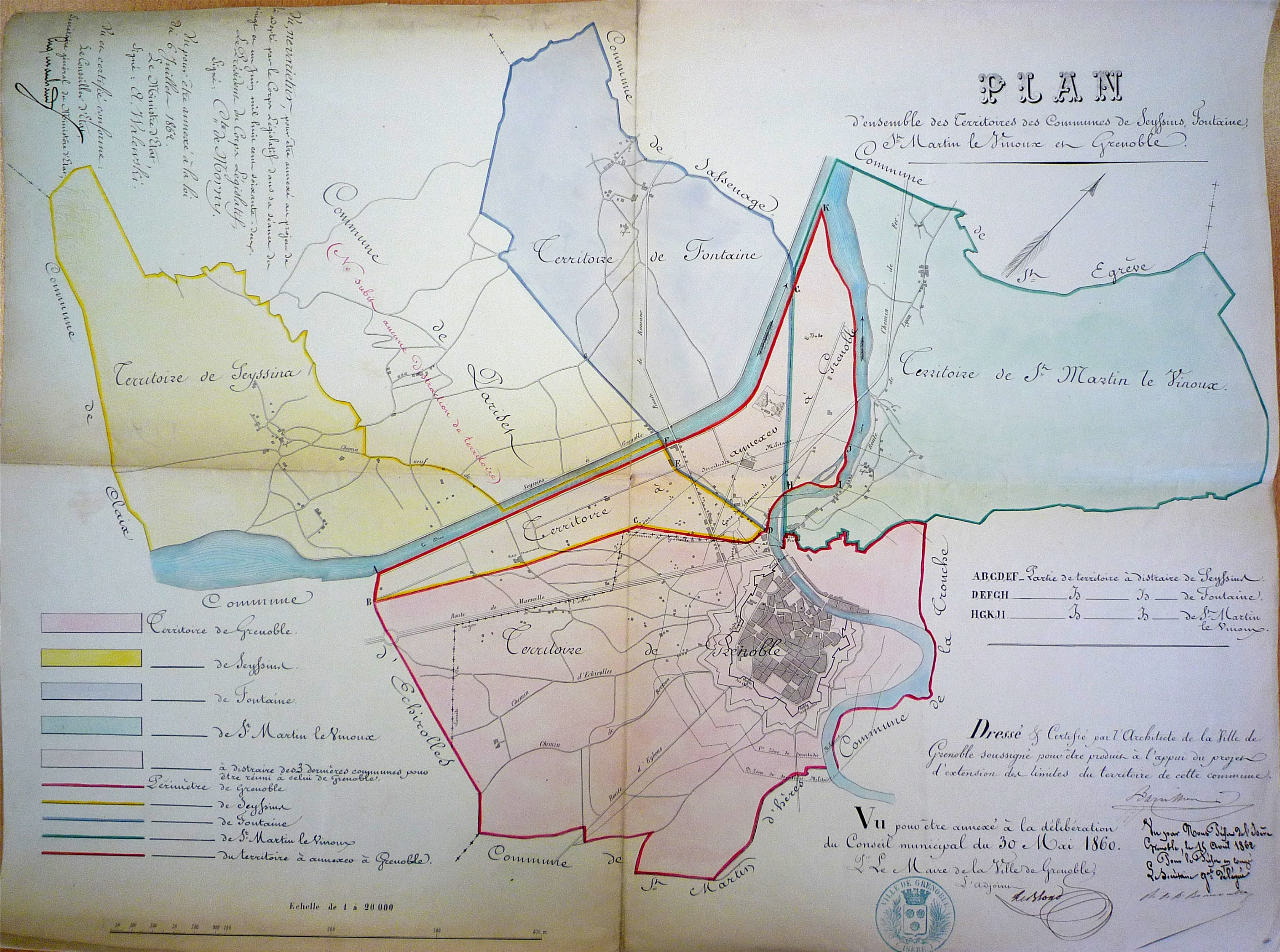
Territoires annexés en 1860.

Outre l'intense urbanisation et la disparition des fortifications de la plaine, le changement le plus remarquable est administratif car une grande partie des territoires représentés sur le plan-relief de 1848 n'appartenaient pas encore à Grenoble. Ce n'est que le 30 mai 1860 qu'environ 500 hectares des communes de Seyssins, Fontaine et Saint-Martin-le-Vinoux sont annexés à Grenoble grâce à la municipalité d'Eugène Gaillard, la loi approuvant cette annexion étant votée en 1862. Enfin, le 17 avril 1884, un décret présidentiel rattache le quartier de l'esplanade à Grenoble, jusqu'alors quartier de Saint-Martin-le-Vinoux.
Un autre fait marquant sur le plan-relief est l'absence de la gare de Grenoble dont la première activité ne se manifeste qu'en juillet 1857 dans le quartier de Pique-Pierre à Saint-Martin-le-Vinoux avec l'installation d'une gare provisoire pour le chemin de fer. La gare à Grenoble est inaugurée le 1er juillet 1858 par le maire Louis Crozet, à l'est d'un cours Saint-André qui semble isolé, et loin des remparts de la ville en raison des zones de servitude militaire qui imposent l'absence de toute construction à moins de 250 mètres. L'utilisation du chemin de fer supplante la batellerie sur l'Isère, activité encore visible sur le plan-relief avec la présence de plusieurs bateaux, et moyen de transport utilisé depuis l'époque gallo-romaine de Cularo ou Gratianopolis.

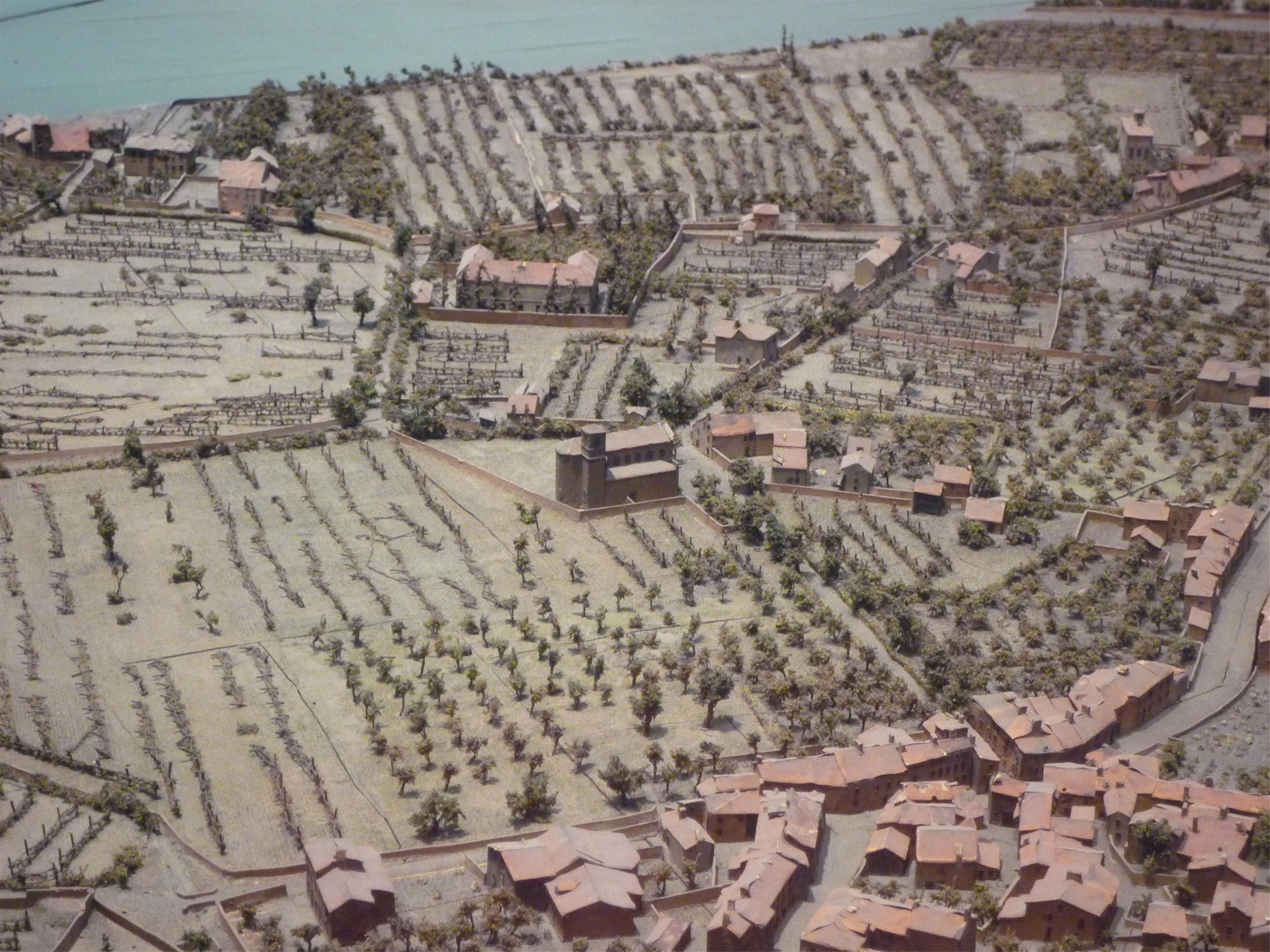
Église Saint-Ferjus à La Tronche.

Le dernier fait marquant est l'absence de l'hôpital sur la rive droite de l'Isère à La Tronche, le premier établissement public dans cette zone n'ouvre que 46 ans plus tard en 1894, en tant qu'hospice de vieillards. Seule l'église Saint Ferjus ouverte en 1846 est présente sur ce site, entourée de quelques fermes et de plantations.
Grenoble est à l'époque une ville d'environ 30 000 habitants, desservie par trois ponts, avec comme principale activité la ganterie et dont la vieille ville est constituée d'un habitat extrêmement dense. « On ne peut guère trouver de ville où les maisons soient plus agglomérées » note en 1841 le colonel Leymonnery, artiste topographe du génie.

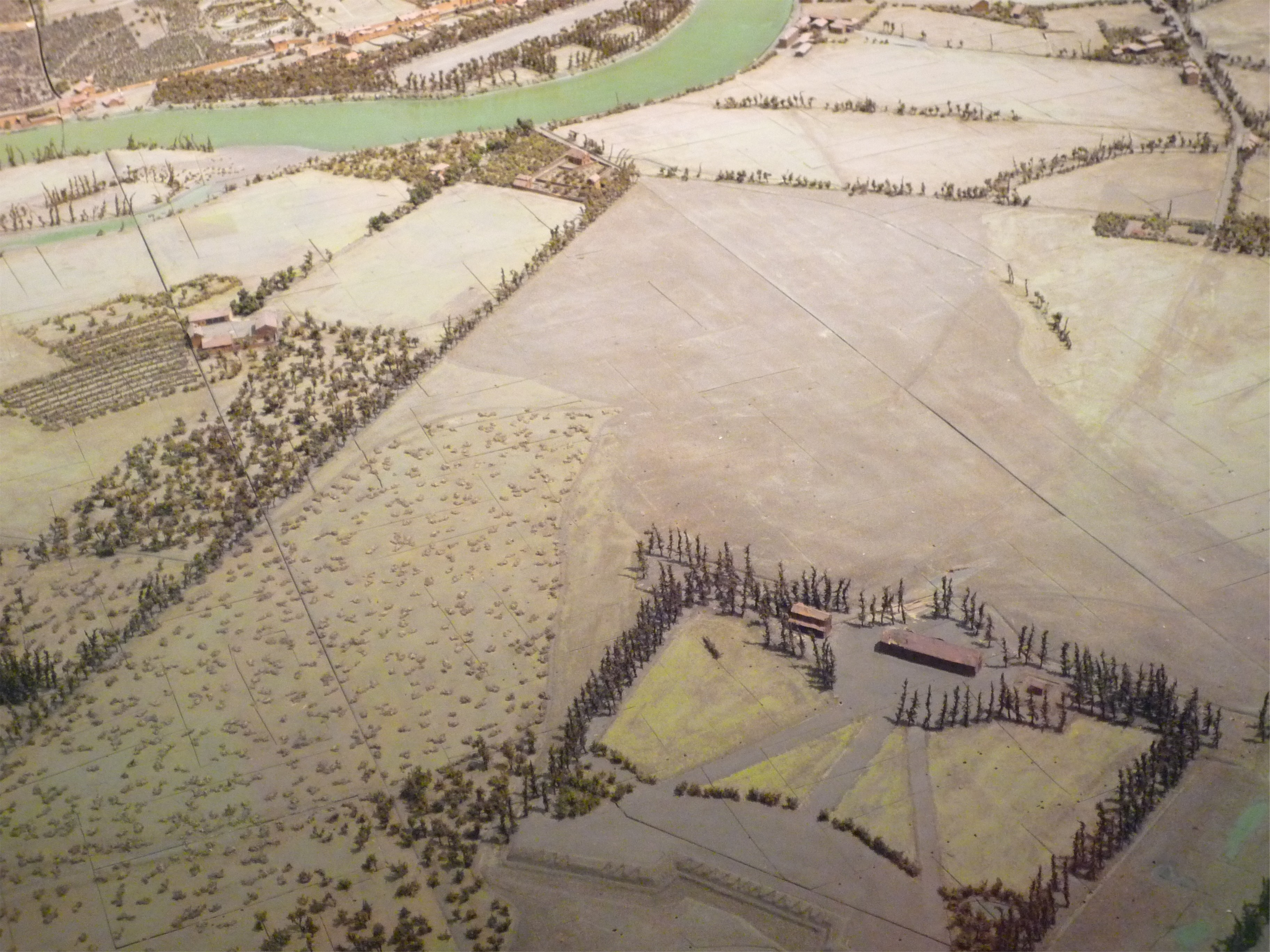
Détail du polygone d'artillerie.

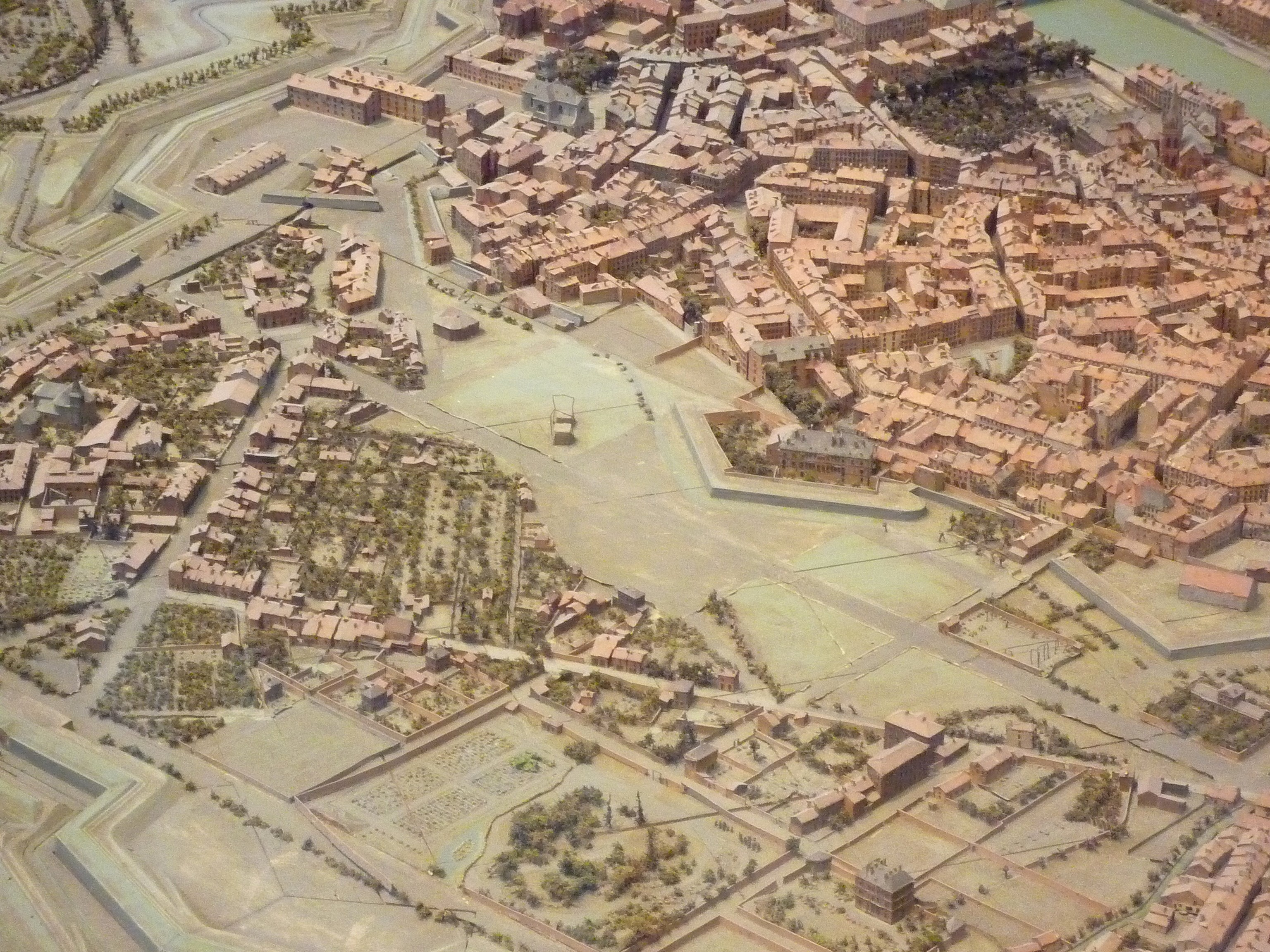
Détail de la place d'Armes.

À l'achèvement du plan-relief de Grenoble, soit douze ans après la construction des remparts Haxo, la ville du XVIIe siècle et celle du XIXe restent encore difficilement reliées. Les anciens faubourgs Très-Cloître et Saint-Joseph restent peu accessibles en raison de la présence des remparts Lesdiguières et de la première caserne de Bonne à l'est de la ville. Cette dernière ne sera transférée dans le sud de la ville qu'en 1884, laissant place à la nouvelle place Victor-Hugo inaugurée le 27 mai 1885.
La presqu'île est encore en grande partie une zone militaire occupée par un polygone de tir d'artillerie qui deviendra scientifique un siècle plus tard. La grande fête célébrée par les Grenoblois pour la promulgation de la Constitution française de 1848 va se dérouler le 19 novembre sur une place d'armes encore à l'état d'ébauche. Il y subsiste même un ancien bastion de l'époque Lesdiguières dans lequel se trouve l'ancien Hôtel du gouverneur militaire. La place d'Armes, point de jonction des deux villes, ne sera bâtie que dix ans plus tard lorsque le Conseil général de l'Isère décide dans sa séance du 26 août 1857 d'édifier la nouvelle préfecture de l'Isère sur cette place.
D'autre part, de grandes voiries actuelles loin des remparts sont déjà tracées sur ce plan-relief de 1848 comme le chemin de Gières (avenue Ambroise-Croizat de Saint-Martin-d'Hères), le chemin des 120 toises (rue Ampère) ou le chemin planté du Drac (Cours Berriat), bordé de peupliers d'Italie.

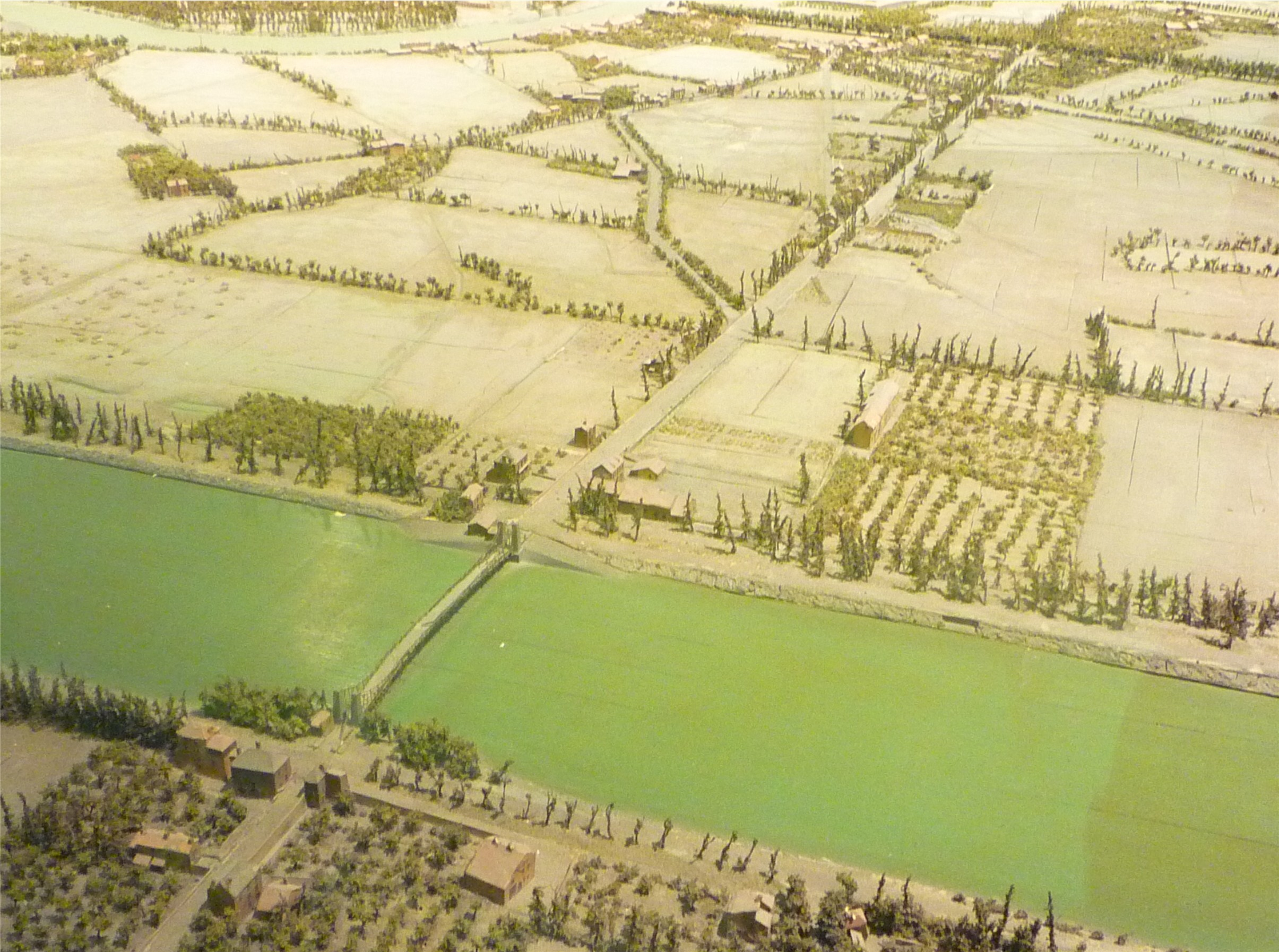
Pont en chaînes de fer et le chemin planté du Drac.

L'actuel cours Berriat est tracé sur le plan-relief, puisque ouvert en 1841 pour desservir le pont en chaînes de fer sur le Drac, mais porte encore son nom de chemin planté du Drac jusqu'en 1854, année de décès du maire Honoré-Hugues Berriat. À l'entrée du pont, il faut pour le franchir s'acquitter d'un droit de péage à la Société du pont depuis sa mise en circulation le 7 février 1838. À l'autre extrémité, l'arrivée du cours dans les remparts se fait par un chemin sinueux qui suit les bastions pour passer par la porte de Bonne, version Haxo. Dès le mois d'avril 1841, un document du maire Berriat avertit le préfet que l'on bâtit « sans plan de toutes parts » autour de ce nouveau cours.
L'église Saint-Joseph visible sur le plan-relief n'est pas celle qui existe de nos jours, qui est rebâtie dans les années 1920 à proximité de l'ancienne et orientée dans l'autre sens. Ce plan-relief est l'un des rares témoignages du positionnement au bord de l'Isère de l'ancienne chapelle Saint-Roch datant de la fin du XVe siècle, construite près de l'ancien cimetière des Pestiférés, et dans laquelle de nombreux Grenoblois sont venus se recueillir jusqu'à la construction en 1826 d'une nouvelle chapelle en bordure du cimetière Saint-Roch.

## Conservation et expositions
Le plan-relief de Grenoble conservé au musée des Plans-reliefs à Paris sans y être présenté, fait l'objet d'une exposition en janvier et février 2012 au Grand Palais à Paris, ainsi qu'une autre au Cnac de Grenoble du 13 octobre 2012 au 6 janvier 2013.
Le plan-relief de Grenoble, comme l'ensemble de la collection, sont classés monument historique le 22 juillet 1927,.